# NGC 3011
NGC 3011 é uma galáxia lenticular (S0) localizada na direcção da constelação de Leo. Possui uma declinação de +32° 13' 18" e uma ascensão recta de 9 horas, 49 minutos e 41,1 segundos.
A galáxia NGC 3011 foi descoberta em 21 de Abril de 1886 por Lewis A. Swift.